# Рённинг, Эльдар
Эльдар Рённинг (норв. Eldar Rønning; род. 11 июня 1982, Левангер, Нур-Трёнделаг) — норвежский лыжник, 4-кратный чемпион мира в эстафетах, победитель этапов Кубка мира. Универсал, одинаково силён как в спринте так и в дистанционных гонках, предпочитает классический стиль передвижения на лыжах.

## Карьера
В Кубке мира Рённинг дебютировал в 2003 году, в феврале 2005 года одержал свою первую победу на этапе Кубка мира. Всего на сегодняшний день имеет на своём счету 8 побед на этапах Кубка мира, 5 в личных соревнованиях и 3 в командных. Лучшим достижением Рённинга в общем итоговом зачёте Кубка мира является 3-е место в сезоне 2006-07.
На Олимпиаде-2010 в Ванкувере занял 36-е место в дуатлоне 15+15 км.
Завершил карьеру в 2015 году.
Использовал лыжи производства фирмы Rossignol.